# Angelo Ramazzotti
Angelo Ramazzotti, italijanski rimskokatoliški duhovnik, škof in kardinal, * 3. avgust 1800, Milano, † 24. september 1861, Crespano del Grappa.

## Življenjepis
13. junija 1829 je prejel duhovniško posvečenje.
20. maja 1850 je bil imenovan za škofa Pavie in 30. junija istega leta je prejel škofovsko posvečenje.
15. marca 1858 je bil imenovan za patriarha Benetk.
Potem, ko je 24. septembra 1861 umrl, je bil posmrtno 27. septembra istega leta povzdignjen v kardinala.